# Gilbert de Gant
Gilbert de Gant (apodado el Grande, c. 1048-1095) también Gilbert de Gand, Gilbert de Folkingham, Gislebert de Gand, de Gaunt, de Ghent  fue un caballero flamenco, convertido en noble de la órbita normanda. Barón de Folkingham, señor de Hunmanby y conde de Lincoln. Probablemente uno de los descendientes de Carlomagno. Gilbert de Gant llegó a Inglaterra posiblemente en el año 1066, o poco después, con Guillermo I. Fue uno de los más grandes terratenientes en Lincoln en el año 1086.

## Orígenes
La familia Ghent parece haber sido una de las familias de Flandes más importantes del período normando. Gilbert the Gant era hijo de Raoul (Radulph, Ralph) de Gant, señor de Aalst en Flandes -cerca de Ghent- y su esposa Gisele de Luxemburgo (c. 1010-1055), cuñada de Balduino IV, conde de Flandes.

## Inglaterra
Gilbert de Gant probablemente llegó a Inglaterra en 1066 o poco después, y se convirtió en barón de Folkingham. De Gant, junto con Guillermo Malet y Robert Fizt Richard, siguieron a Guillermo I, el Conquistador en su expedición hacia el norte de Inglaterra en 1068, y se hicieron cargo de la ciudad de York con su guarnición normanda. En 1069, de Gant y Malet controlaban dicha ciudad pero no pudieron defenderla contra el ataque danés y la rebelión local, y de Gant fue tomado prisionero.
Gilbert de Gant aparece en el libro Domesday como un gran terrateniente, siendo el dueño de 772 feudos ingleses. Se convirtió en señor y barón de Folkingham, y conde de Ghent.
De Gant fue restaurador de la abadía de Bardney en Lincolnshire. Se presume murió en 1095 y fue enterrado en Bardney, Lincolnshire.

## Herencia
Gilbert de Gant se casó con Alicia, una hija de Hugues II de Montfort y tuvieron varios hijos. A destacar:
- Hugo (IV) de Montfort-sur-Risle [van Gent] (1075-1147); esposó con Adeline de Beaumont, una hija de Robert de Beaumont, I conde de Leicester;
- Walter de Lindsey [van Gent] (c. 1080-22 de agosto de 1138), señor de Folkingham, conde de Lincoln. Se casó con Maud [Mathilde] de Penthièvre (m. 21 de abril de 1135), una hija de Etienne de Penthièvre, conde de Tréguier y Hawise (Hedwig) de Blois;
- Robert de Gant (c. 1084-1153), Lord Canciller de Inglaterra, Dean de York;
- Gilbert II de Gant (c. 1086-1095);
- Henry de Gant (c. 1072);
- Ralph de Gant (c. 1074);
- (Felia?) van Gant (c. 1070-1095), esposó con Ivo de Grandmesnil, cruzado y sheriff de Leicester.